# Ephippiger apulus
De Ephippiger apulus is een rechtvleugelig insect uit de familie van de sabelsprinkhanen (Tettigoniidae). De wetenschappelijke naam van deze soort is voor het eerst voorgesteld als Steropleurus apulus door Willy Adolf Theodor Ramme in een publicatie uit 1933.

## Verspreiding
Deze soort komt voor in Zuid-Italië.

## Ondersoorten
- Ephippiger apulus apulus (Ramme, 1933)
- Ephippiger apulus italicus La Greca, 1959